# Sphingonaepiopsis
Genre
Le genre Sphingonaepiopsis regroupe des insectes lépidoptères de la famille des Sphingidae.

## Liste des espèces
- Sphingonaepiopsis ansorgei Rothschild, 1904.
- Sphingonaepiopsis gorgoniades (Hübner, 1819) — Sphinx gorgon.
- Sphingonaepiopsis kuldjaensis (Graeser, 1892).
- Sphingonaepiopsis nana (Walker, 1856).
- Sphingonaepiopsis pumilio (Boisduval, 1875).